# Општина Магура (Телеорман)
Магура (рум. Măgura) општина је у Румунији у округу Телеорман.
Oпштина се налази на надморској висини од 69 m.